# Rachel Hurd-Wood
Rachel Clare Hurd-Wood, född 17 augusti 1990 i London, är en brittisk skådespelare. Hon studerade på Godalming College.

## Biografi
Fram till att Rachel var åtta år bodde hon och hennes familj i London; de flyttade sedan till Surrey.
Rachel Hurd-Wood började tidigt gå i sin pappas fotspår, Philip Hurd-Wood, som både skrev och deltog i olika teatrar. Men hennes första riktiga genombrott var strax innan hon fyllde tolv, då hennes farföräldrar skickade in en ansökan till filmen Peter Pan, utan att hon visste om det. Ett par veckor senare efter provtagningsdagen blev hon plötsligt upphämtad på skolan före en matematiklektion – hon skulle till Hollywood på presskonferens. [källa behövs]
Hennes stora genombrott kom med rollen som Wendy Darling i filmatiseringen av Peter Pan 2003. Därefter tog hennes karriär som skådespelare fart och hon har medverkat i både tv-serier och filmer.

## Film och TV
- Peter Pan[1]
- Sherlock Holmes and the Case of the Silk Stocking
- An American Haunting[3]
- Parfymen: Berättelsen om en mördare[3]
- Solomon Kane[3]
- Dorian Gray[3]
- Tomorrow, When the War Began[3]
- Hideaways
- The Mapmaker
- Highway to Dhampus
- Home fires[4]
- Second Origin[5]